# WWE Evolution (2025)
L'édition 2025 de WWE Evolution  est un Premium Live Event de catch (lutte professionnelle) produit par la World Wrestling Entertainment, une fédération de catch américaine qui est télédiffusée et visible en paiement à la séance sur le WWE Network. L'événement a eu lieu le 13 juillet 2025 au State Farm Arena à Atlanta (Géorgie). Il s'agit de la seconde édition d'Evolution qui fait son retour après 7 ans d'absence.

## Contexte
Les spectacles de la World Wrestling Entertainment (WWE) sont constitués de combats aux résultats prédéterminés par les scénaristes de la WWE. Ces rencontres sont justifiées par des storylines – des rivalités entre catcheurs, la plupart du temps – ou par des qualifications survenues dans les shows de la WWE telles que Raw, SmackDown et NXT. Les catcheurs possèdent une gimmick, c'est-à-dire qu'ils incarnent un personnage gentil (Face) ou méchant (Heel), qui évolue au fil des rencontres. Un événement comme Evolution est donc un événement tournant pour les différentes storylines en cours, et peut servir de conclusion à certaines d'entre elles,.

### Jacy Jayne (c) contre Jordynne Grace
Le 27 mai à NXT, avec l'aide de ses équipières de Fatal Influence, Jacy Jayne devient la nouvelle championne de NXT en battant Stephanie Vaquer et remporte le titre pour la première fois de sa carrière. Le 24 juin à NXT, Jordynne Grace bat Jaida Parker, Lash Legend et Izzi Dame dans un Fatal 4-Way match et devient aspirante no 1 à la ceinture au PLE.

### The Judgment Day (c) contre Alexa Bliss et Charlotte Flair contre Sol Ruca et Zaria contre The Kabuki Warriors
Le 21 avril à Raw, Liv Morgan et Raquel Rodriguez redeviennent championnes par équipes, pour la quatrième fois, en prenant leur revanche sur Becky Lynch et Lyra Valkyria qui les avaient battues à WrestleMania 41 la veille,. Le 16 juin à Raw, la première moitié des championnes par équipes se disloque l'épaule droite pendant son match contre Kairi Sane. 4 jours plus tard, sa blessure à l'épaule droite est confirmée et elle doit s'absenter pendant 6 mois. Le 30 juin à Raw, Roxanne Perez la remplace temporairement aux côtés de la seconde catcheuse et devient officiellement une nouvelle membre du Judgment Day,. Dans la même soirée, Adam Pearce et Nick Aldis, les GM des deux shows principaux, annoncent que les championnes devront défendre leurs ceintures contre trois équipes dans un Fatal 4-Way Tag Team match et trois Triple Threat Tag Team matchs de qualification pour la stipulation. 
Le 4 juillet à SmackDown, Alexa Bliss et Charlotte Flair deviennent la première équipe qualifiée en battant Michin et B-Fab et The Secret Hervice (Alba Fyre et Piper Niven) dans le premier Triple Threat Tag Team match. 3 soirs plus tard à Raw, il est annoncé que Sol Ruca et Zaria sont les deux catcheuses de NXT qui sont ajoutées dans la stipulation. Après avoir battu Roxanne Perez, Kairi Sane se fait attaquer par Raquel Rodriguez et son adversaire, mais Asuka vole à sa rescousse et les deux catcheuses japonaises reforment les Kabuki Warriors. Ces dernières vont voir Adam Pearce pour leur demander d'être ajoutées dans la stipulation, ce que le GM du show rouge accepte.

### Becky Lynch (c) contre Bayley contre Lyra Valkyria
Le 7 juin à Money in the Bank, Becky Lynch devient la nouvelle championne Intercontinentale en prenant sa revanche sur Lyra Valkyria qui l'avait battue à Backlash et remporte le titre pour la première fois de sa carrière,. 2 soirs plus tard à Raw, Bayley fait son retour et l'attaque pour se venger, car elle a révélé être l'autrice de l'agression de la catcheuse à WrestleMania 41 le 28 avril,. Le 23 juin à Raw, l'ancienne double championne de la WWE ne remporte pas la ceinture, battue par The Man par disqualification, car la compatriote de son adversaire intervient dans le match et attaque cette dernière. La semaine suivante à Raw, Adam Pearce, le GM du show rouge, propose à Bayley et Lyra Valkyria de s'affronter et la gagnante deviendra aspirante no 1 à la ceinture au PLE, mais leur rencontre se termine en match nul par double tombé, ce qui fait que les deux catcheuses deviennent toutes deux challengeuses.

### Iyo Sky (c) contre Rhea Ripley
Le 3 mars à Raw, Iyo Sky devient la nouvelle championne du monde en battant Rhea Ripley, remporte le titre pour la première fois de sa carrière et son second titre personnel dans le roster principal.
Le 20 avril à WrestleMania 41, elle conserve son titre en rebattant la catcheuse australienne et en battant Bianca Belair dans un Triple Threat match. Le 30 juin à Raw, la catcheuse japonaise choisit de réaffronter Mami pour défendre sa ceinture au PLE.

### Tiffany Stratton (c) contre Trish Stratus
Le 4 juillet à SmackDown, Tiffany Stratton, la championne de la WWE, se cherche une nouvelle adversaire pour défendre sa ceinture au PLE après avoir battu Nia Jax dans un Last Women Standing match la semaine passée et découvert qu'elle affrontera Jade Cargill à SummerSlam. Alors que sa future adversaire du prochain PLE la confronte, Trish Stratus fait son apparition et accepte de relever le défi de son ancienne équipière.

### Jade Cargill contre Naomi
Le 1er mars à Elimination Chamber, Jade Cargill fait son retour de blessure, intervient dans le Women's Elimination Chamber match qui venait de commencer, attaque Naomi et la contraint de déclarer forfait pour la stipulation. 6 soirs plus tard à SmackDown, cette dernière effectue un Heel Turn, car reconnait sa culpabilité sur l'agression subie par The Storm, ce qui met fin à son alliance avec Bianca Belair avant que la première catcheuse ne revienne l'attaquer à nouveau.
Le 19 avril à WrestleMania 41, Jade Cargill bat sa rivale.
Le 4 juillet à SmackDown, la nouvelle Miss Money in the Bank se venge et attaque son opposante avec sa mallette. À la suite de cette agression, un No Holds Barred match entre les deux catcheuses au PLE est annoncé.

## Tableau des matchs
| Ordre par numéros                                                                         | Résultat | Stipulation(s)                                                                                           | Temps |
| ----------------------------------------------------------------------------------------- | --- | --- | ----- |
| 1                                                                                         | Becky Lynch (c) bat Bayley et Lyra Valkyria, | Triple Threat match pour le WWE Women's Intercontinental Championship                                    | 16:30 |
| 2                                                                                         | Jacy Jayne (c) (avec Fallon Henley et Jazmyn Nyx) bat Jordynne Grace (avec Blake Monroe),                                                                    | Match simple pour le NXT Women's Championship                                                            | 10:30 |
| 3                                                                                         | The Judgment Day (Raquel Rodriguez et Roxanne Perez) (c) bat Sol Ruca et Zaria, Alexa Bliss et Charlotte Flair et The Kabuki Warriors (Asuka et Kairi Sane), | Fatal 4-Way Tag Team match pour les WWE Women's Tag Team Championship                                    | 10:50 |
| 4                                                                                         | Tiffany Stratton (c) bat Trish Stratus, | Match simple pour le WWE Women's Championship                                                            | 8:30  |
| 5                                                                                         | Jade Cargill bat Naomi, | No Holds Barred match Bianca Belair est l’arbitre spéciale du match.                                     | 11:10 |
| 6                                                                                         | Stephanie Vaquer remporte la Women’s Battle Royal en éliminant en dernière Lash Legend,                                                                      | Women's Battle Royal La gagnante deviendra aspirante no 1 à une ceinture à Clash in Paris.               | 15:30 |
| 7                                                                                         | Naomi bat Iyo Sky (c) et Rhea Ripley, | Triple Threat match pour le WWE Women's World Championship Encaissement de la mallette Money in the Bank | 26:20 |
| La lettre C placée entre parenthèses désigne la personne ou l’équipe championne en titre. | | |       |

### Participantes de laWomen's Battle Royal
une participante de Raw,  une participante de SmackDown,  une participante de NXT,  une agente libre,  la vainqueure.
| Entrante         | Division      | Ordre d'élimination |
| ---------------- | ------------- | ------------------- |
| Nikki Bella      | Hall Of Famer | 17                  |
| Ivy Nile         | Raw           | 3                   |
| Stephanie Vaquer | Raw           | Vainqueure          |
| Jaida Parker     | NXT           | 7                   |
| Lola Vice        | NXT           | 14                  |
| Kelani Jordan    | NXT           | 8                   |
| Lash Legend      | NXT           | 19                  |
| Izzi Dame        | NXT           | 2                   |
| Tatum Paxley     | NXT           | 1                   |
| Natalya          | Raw           | 4                   |
| Maxxine Dupri    | Raw           | 5                   |
| Candice LeRae    | SmackDown     | 6                   |
| Zelina Vega      | SmackDown     | 12                  |
| Giulia           | SmackDown     | 9                   |
| Nia Jax          | SmackDown     | 18                  |
| Chelsea Green    | SmackDown     | 16                  |
| Michin           | SmackDown     | 11                  |
| B-Fab            | SmackDown     | 10                  |
| Piper Niven      | SmackDown     | 15                  |
| Alba Fyre        | SmackDown     | 13                  |